# Johann Ludwig Ferdinand Arnoldi
Johann Ludwig Ferdinand Arnoldi (* 25. Juni 1737 in Gießen; † 29. Oktober 1783 in Grossen-Linden) war ein deutscher Pädagoge und evangelischer Theologe.

## Leben
Johann Ludwig Ferdinand Arnoldi war Sohn des Rechtswissenschaftlers Ernst Christoph Arnoldi. Er hatte an der Universität Gießen Theologie studiert und hatte unter dem Vorsitz des Johann Hermann Benner (1699–1782) eine Dissertation de haeretico jussu Pauli excludendo Tit. III, 10. 11 verteidigt. 1759 wurde er Hofmeister der Kinder des Generals Rabenau auf dessen Hofgut Appenborn bei Rabenau, wo er dessen gehörlosen Sohn mit recht gutem Erfolg unterrichtete. 1762 begleitete er einen jungen Adligen an die Universität Tübingen, wo er mit diesem  juristische und staatswissenschaftliche Studien absolvierte.
1767 wechselten beide im gleichen Anliegen an die Universität Göttingen und er wurde 1768 als Pfarrer nach Grossen-Linden berufen, wo er sich der Unterrichtung von „Taubstummen“ widmete. Dabei hatte er einigen Erfolg erzielt und seine Erfahrungen in einigen Büchern veröffentlicht. In seiner Arbeit hatte er einen vollständigen Anschauungsunterricht betrieben, verband mit dem Sprechen das Schreiben und Absehen. Vom Fingeralphabet versprach er sich keinen Nutzen.

## Familie
Aus seiner am 1. August 1769 geschlossenen Ehe mit Susanna Barbara, der jüngsten Tochter des Pfarrers in Oberwiddersheim Adolph Rullmann, sind fünf Kinder hervorgegangen. Von den Kindern kennt mann:
- S Johann Daniel Friedrich Arnoldi (* 8. August 1770)
- T. Friedericke Louise Catherine Arnoldi (* 30. Januar 1772)
- T. Sybille Wilhelmine Friderike Arnoldi (*  28. Juli 1774)
- S. Christian Friedrich Arnoldi (* 5. Februar 1776)
- T. Susanne Johannette Caroline Arnoldi (* 1. November 1778)

## Werke
- Praktische Unterweisung, taubstumme Personen reden und schreiben zu lehren. Gießen 1777
- Denkwürdige Konfirmationshandlung einer taubstummen Fräulein v. T**, mit einer Bitte an Menschenfreunde. Gießen 1777
- Fortgesetzte Unterweisung für Taube und Stumme, mit hinzugefügten Anmerkungen. Gießen 1781